# Stefan Rahmstorf

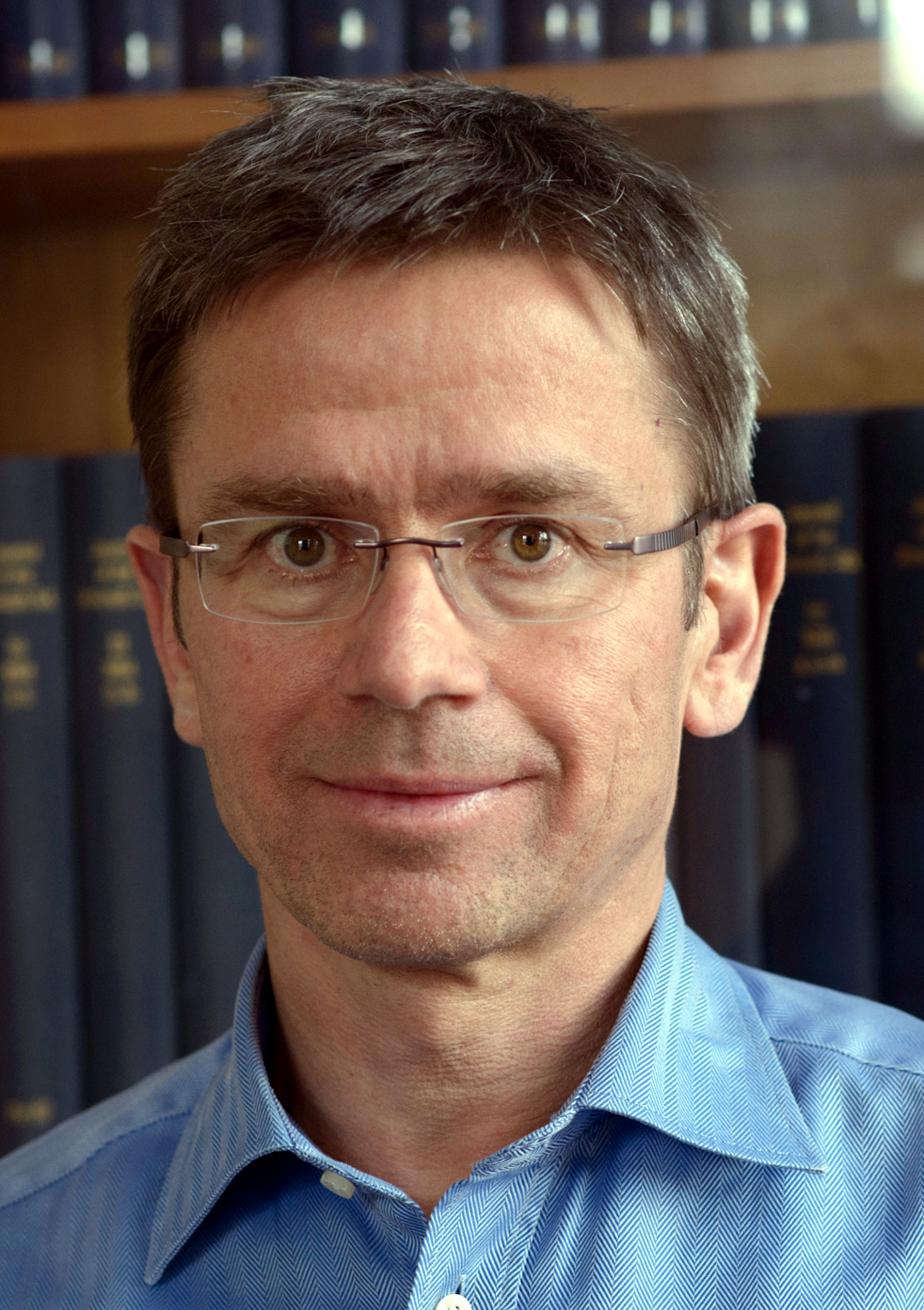
Stefan Rahmstorf (2013)

Stefan Rahmstorf (* 22. Februar 1960 in Karlsruhe) ist ein deutscher Klimaforscher. Er ist Leiter der Abteilung für Erdsystemanalyse am Potsdam-Institut für Klimafolgenforschung und ist außerdem Professor für Physik der Ozeane an der Universität Potsdam. Die Schwerpunkte seiner wissenschaftlichen Arbeit sind Ozeanographie und Paläoklimatologie. Er gehört zu den Leitautoren des 2007 veröffentlichten Vierten Sachstandsberichtes des Weltklimarates (IPCC), wird von Clarivate Analytics zu den meistzitierten Forschern seines Fachgebietes gezählt, gilt als einer der weltweit führenden Ozeanographen und befasst sich mit der globalen Erwärmung und ihren Folgen.

## Beruflicher Werdegang
Rahmstorf studierte als Stipendiat der Studienstiftung des deutschen Volkes Physik in Konstanz und Ulm sowie physikalische Ozeanographie an der University of Wales, Bangor. 1990 wurde er an der Victoria University of Wellington in Ozeanographie promoviert. Nach weiteren Stationen am New Zealand Oceanographic Institute und am Institut für Meereskunde Kiel ist er seit 1996 am Potsdam-Institut für Klimafolgenforschung tätig. Dort forscht er vor allem zu Wechselwirkungen zwischen Ozeanen und der globalen Erwärmung sowie natürlichen Klimaveränderungen. 1998 erfolgte seine Habilitation an der Universität Kiel. Im Jahr 2000 übernahm er die Professur für das Fach Physik der Ozeane an der Universität Potsdam, wo er Vorlesungen zu den Themenfeldern Paläoklimatologie und Ozeanzirkulation hält. Außerdem bietet er Online-Videovorlesungen im Rahmen der Virtuellen Akademie Nachhaltigkeit im E-Learning-Programm der Universität Bremen an.
Rahmstorf ist seit 2006 Mitglied der Academia Europæa und des wissenschaftlichen Beirats von National Geographic Deutschland. 2010 wurde er zum Fellow der American Geophysical Union gewählt. Er war außerdem von 2004 bis 2013 Mitglied im Wissenschaftlichen Beirat der Bundesregierung Globale Umweltveränderungen. 2019 wurde er als Mitglied der Leibniz-Sozietät der Wissenschaften zu Berlin kooptiert.

## Wissenschaftliche Arbeit
Rahmstorf ist Autor oder Co-Autor von rund 110 wissenschaftlichen Publikationen in internationalen Fachzeitschriften, davon mehr als 40 in Nature, Science und PNAS. Sein h-Index beträgt 86 (Stand März 2025).
Nach anfänglicher Arbeit zur Gravitationsphysik (allgemeine Relativitätstheorie) wurde Rahmstorf in den 1990er Jahren durch eine Reihe von Studien zur Stabilität des Nordatlantikstroms international bekannt, die eine Erklärungshypothese für abrupte eiszeitliche Klimawechsel in der nördlichen Hemisphäre wie die Dansgaard-Oeschger-Ereignisse lieferten. 1998 war er an der ersten erfolgreichen Ozean-Atmosphärensimulation des Klimas auf dem Höhepunkt der letzten Eiszeit beteiligt. Im Jahr 1999 publizierte er Szenarien über mögliche zukünftige Änderungen der Strömungen im Nordatlantik infolge der globalen Erwärmung. In der Fachzeitschrift Nature Climate Change berichtete Rahmstorf im März 2015 gemeinsam mit Klimaforscher-Kollegen über neue Erkenntnisse bezüglich einer Abschwächung des Nordatlantikstroms. Die Warmwasserströmung habe sich in den vergangenen Jahrzehnten um bis zu 30 Prozent verlangsamt, wobei die relativ schwächste Strömung zu Anfang der 1990er Jahre aufgetreten sei. Seit über 1000 Jahren habe es ein solches Nachlassen nicht mehr gegeben.
Seit 2007 hat Rahmstorf vor allem zu Veränderungen des Meeresspiegels in Vergangenheit und Zukunft geforscht. Seit 2009 war er zudem an mehreren Studien beteiligt, die den Zusammenhang von Extremwetter und Klimawandel erhärten.
Als Mitglied des WBGU war Rahmstorf an mehreren Gutachten beteiligt, die breite Diskussionen ausgelöst haben, unter anderem zu den Meeren (2006), zur Bioenergie (2008) und zum Gesellschaftsvertrag für eine Große Transformation (2011). So riet das Bioenergie-Gutachten wegen deren mangelnder Effizienz und deren Bedrohung für die Ernährungssicherheit von einer Förderung von Biotreibstoffen ab, was zur späteren Kehrtwende der EU-Bioenergiepolitik beitrug. Die Universität Flensburg stellte fest, dass Rahmstorf für die Jahre 1994–2013 der deutsche Klimaforscher mit den meisten Top-Publikationen in der Fachliteratur ist.

## Publizistische Tätigkeit

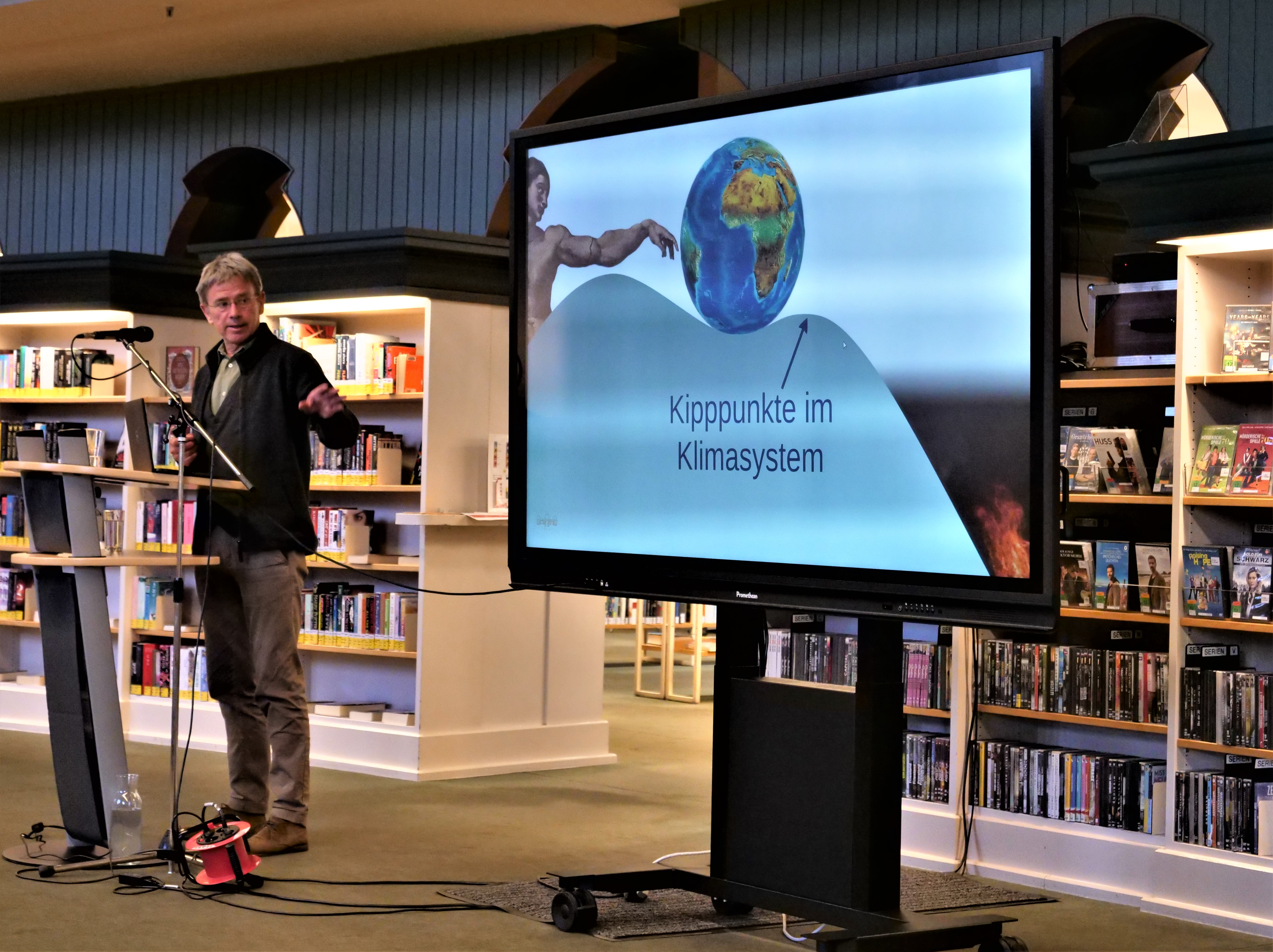
Stefan Rahmstorf veranschaulicht Kipppunkte bezüglich des menschengemachten Klimawandels bei einem Vortrag über „Alexander von Humboldt und der Klimawandel – Mythen und Fakten“ am 9. Mai 2023 in der Humboldt-Bibliothek

Zum Thema globale Erwärmung engagiert sich Rahmstorf auch öffentlich. Er ist ein Mitbegründer des RealClimate-Blogs, der 2006 von der Fachzeitschrift Nature unter die Top 5 der Wissenschaftsblogs gewählt und vom Time Magazine 2008 zu den 15 besten Umweltseiten gezählt wurde. Er ist Mitbegründer des deutschen Klimablogs KlimaLounge, der 2013 zum Wissenschaftsblog des Jahres nominiert wurde.
Rahmstorf hat, teils mit Ko-Autoren, vier populärwissenschaftliche Bücher zu Wetter, Klima und Meeren geschrieben, von denen einige in mehrere Sprachen übersetzt wurden. Sein Buch Wolken, Wind & Wetter (DVA 2011), wurde im Februar 2012 auf die Deutschlandfunk-Bestenliste für junge Leser gewählt und von der Deutschen Umweltstiftung zum Umweltbuch des Jahres gekürt.
In den Medien hat sich Rahmstorf vielfach zu Klimathemen geäußert. Seine in Tageszeitungen veröffentlichten Artikel zu Klimathemen werden gelegentlich über Project Syndicate international vertrieben. In der Umweltzeitschrift Zeo2 schreibt er seit der Erstausgabe eine regelmäßige Kolumne. Die Verleihung des UmweltMedienpreises an Rahmstorf 2007 wurde in den ARD-Tagesthemen ausführlich gewürdigt. Die Financial Times bezeichnete ihn im Jahr 2009 als führenden Klimatologen.

## Auszeichnungen
- 1999: Centennial Fellowship Award der James-Smith-McDonnell-Stiftung, dotiert mit einer Million Dollar an Forschungszuschüssen.[45]
- 2007: Honorary Fellow der Bangor University in Wales „in Anerkennung seiner Verdienste um die Umweltforschung“.[46]
- 2007: Verleihung des DUH-Umwelt-Medienpreises der Deutschen Umwelthilfe „für unermüdliche Aufklärungsarbeit zum Klimawandel“.[47][48]
- 2010: Wahl zum Fellow der American Geophysical Union als „besondere Würdigung herausragender wissenschaftlicher Beiträge“.[13]
- 2017: Climate Communication Prize der American Geophysical Union.[49]
- 2019: Zeit-Wissen-Preis Mut zur Nachhaltigkeit in der Kategorie „Wissen“.[50]
- 2022: Stephen H. Schneider Award for Outstanding Climate Science Communication[51][52]
- 2024: Alfred Wegener Medal der European Geosciences Union[53]
- 2024: Mitglied der Berlin-Brandenburgischen Akademie der Wissenschaften

## Schriften
Eigene Titel
- Treibhauseffekt und Klimawandel. Mayer Jena-Erlangen, Marloffstein 2001, ISBN 3-925978-71-2.
- Wolken, Wind und Wetter. mit Bildern von Klaus Ensikat. Bundeszentrale für politische Bildung, Bonn 2011, ISBN 978-3-8389-0226-5. Von der Deutschen Umweltstiftung zum Umweltbuch des Monats Januar 2012 gewählt.[34]

Mitwirkungen (Auswahl)
- mit Thomas F. Stocker: Thermohaline Circulation: Past Changes and Future Surprises? In: Will Steffen, Angelina Sanderson, Peter Tyson, Jill Jäger, Pamela Matson, Berrien Moore III, Frank Oldfield, Katherine Richardson, Hans Joachim Schellnhuber, B. L. Turner II, Robert J. Wasson: Global change and the earth system. A planet under pressure. Springer, Berlin u. a. 2004, ISBN 3-540-40800-2, S. 240–241 (PDF; 402kB)
- mit Frank Sirocko: Modes of Oceanic and Atmospheric Circulation during the Quaternary. In: Hans Joachim Schellnhuber, Paul J. Crutzen, William C. Clark, Martin Claussen und Hermann Held (Hrsg.): Earth System Analysis for Sustainability. The MIT Press, 2004, ISBN 0-262-19513-5, S. 129–142 (PDF, 188 kB)
- Global climate change: What can we learn from the past? In: Gerd Winter (Hrsg.): Multilevel Governance of Global Environmental Change. Perspectives from Science, Sociology and the Law. Cambridge University Press, 2006, ISBN 0-521-85261-7, S. 67–76.
- mit Hans Joachim Schellnhuber: Der Klimawandel. Diagnose, Prognose, Therapie. Beck, München 2006, ISBN 3-406-50866-9.
- mit Katherine Richardson: Wie bedroht sind die Ozeane? Biologische und physikalische Aspekte. Fischer-Taschenbuch-Verlag, Frankfurt 2007, ISBN 978-3-596-17277-1.
- Der Anstieg des Meeresspiegels. In: Michael Müller, Ursula Fuentes und Harald Kohl (Hrsg.): Der UN-Weltklimareport. Berichte über eine aufhaltsame Katastrophe. Kiepenheuer und Witsch, Köln 2007, ISBN 978-3-462-03960-3, S. 190–194.
- Anthropogenic Climate Change: Revisiting the Facts. In: Ernesto Zedillo (Hrsg.): Global Warming: Looking Beyond Kyoto. Brookings Institution Press, 2008, ISBN 978-0-8157-9715-9 (PDF; 0,5 MB)
- mit David Archer: The Climate Crisis: An Introductory Guide to Climate Change. Cambridge University Press, 2010, ISBN 978-0-521-73255-0.
- Gregor Hagedorn, Peter Kalmus, Michael Mann, Sara Vicca, Joke Van den Berge, Jean-Pascal van Ypersele, Dominique Bourg, Jan Rotmans, Roope Kaaronen, Stefan Rahmstorf, Helga Kromp-Kolb, Gottfried Kirchengast, Reto Knutti, Sonia I. Seneviratne, Philippe Thalmann, Raven Cretney, Alison Green, Kevin Anderson, Martin Hedberg, Douglas Nilsson, Amita Kuttner, Katharine Hayhoe: Concerns of young protesters are justified. In: Science. Vol. 364, 2019, doi:10.1126/science.aax3807.
- Current Atlantic Meridional Overturning Circulation weakest in last millennium, Nature Geoscience online 25. Februar 2021 (mit L. Caesar, G. D. McCarthy, D. J. R. Thornalley und N. Cahill)[54]

Artikel (Alleinautor in Nature und Science)
- Rapid climate transitions in a coupled ocean-atmosphere model. In: Nature. Band 372, 1994, S. 82–85, doi:10.1038/372082a0 (PDF; 0,5 MB).
- Bifurcations of the Atlantic thermohaline circulation in response to changes in the hydrological cycle. In: Nature. Band 378, 1995, S. 145–149, doi:10.1038/378145a0 (PDF; 0,7 MB)
- Risk of sea-change in the Atlantic. In: Nature. Band 388, 1997, S. 825–826 (PDF; 0,4 MB)
- Shifting seas in the greenhouse? In: Nature. Band 399, 1999, S. 523–524, doi:10.1038/21066 (PDF; 0,2 MB)
- Ocean circulation and climate during the past 120,000 years. In: Nature. Band 419, 2002, S. 207–214, doi:10.1038/nature01090 (PDF; 0,3 MB)
- Thermohaline circulation: The current climate. In: Nature. Band 421, 2003, doi:10.1038/421699a (PDF; 0,1 MB)
- A semi-empirical approach to projecting future sea-level rise. In: Science. Band 315, 2007, S. 368–370, doi:10.1126/science.1135456 (PDF; 0,2 MB)
- Response to Comments on “A Semi-Empirical Approach to Projecting Future Sea-Level Rise”. In: Science. Band 317, 2007, S. 1866d (PDF; 0,2 MB)